# 坤輿掩埋場案
坤輿掩埋場案（又稱坤輿案、坤輿掩埋場爭議），是一起發生在臺灣苗栗縣造橋鄉，當地居民反對坤輿科技公司設立垃圾掩埋場的事件。

## 背景
台灣環保局表示依據《廢棄物清理法暨公民營廢棄物清除處理機構許可管理辦法》相關規定，公民營廢棄物處理機構的申設，須經申請同意設置文件、試運轉及廢棄物處理許可證等，共計三項許可階段。
2002年3月，坤輿科技公司取得苗栗縣政府垃圾掩埋場同意設置文件；場址位於造橋鄉龍昇村一處山坡地，下方約300公尺處是灌溉水源龍昇湖，引起水源污染的疑慮。並且業者未將聯外道路(龍昇段608號地)納入規畫，將開發面積控制在1.7958公頃，外界質疑是為了規避環評。於2005年8月，該公司提出「試運轉計畫」，苗縣府未提出質疑依舊審查同意並完成測試。業者於2011年10月申請「乙級廢棄物處理機構處理許可證」，但遭苗縣政府駁回。2018年2月，業者納入聯外道路並申請到建照。2019年3月，該公司再次申請處理許可，因前次試運轉資料年代久遠，再遭駁回。同年8月，業者再次提送「試運轉計畫」，因聯外道路獲得建照後並未實際興建，隔年3月苗縣府駁回。2020年12月，業者提出土地主管機關認定聯外道路為現有巷道可供公眾通行，並補正原缺失事項，苗縣府核准90日「試運轉計畫」。

## 過程
2019年11月，造橋鄉民為環境、灌溉水源遭污染等問題，成立「反坤輿事業廢棄物掩埋場自救會」。
苗縣府核准「試運轉計畫」後，2021年1月5日，自救會在坤輿事業廢棄物掩埋場門口抗議，現場設壇祭天祈福，口號「埋鍋造飯」，阻止車輛進出。20日長期抗爭無效，自救會北上行政院和農委會請求中央介入。3月5日　苗縣府以坤輿沒有達到試運轉計畫中「第41日至第50日應進行最少連續2天達80%以上許可量能試運轉」為由，停止試運轉。
2021年9月，環保署對坤輿定出「落日條款」，要求其在2022年9月13日前取得處理許可，否則同意文件將失效。隨後，環保署回應坤輿訴願，認為苗栗縣政府未審酌原試運轉期間包含連續假期，有執行困難，苗縣府應予撤銷處分。縣府12月24日同意恢復試運轉。

### 第一次衝突
2021年12月28日，由於坤輿恢復試運轉，自救會成員於聯外道路口搭帳監視，並擺設水泥路障以阻擋清運車輛進出。坤輿出動挖土機移除路障，有鄉民抵擋挖土機、貨車，遭業者保全拉離，雙方近百人發生推擠衝突，4名民眾受傷送醫。坤輿表示為合法進行試運轉。事後，有10多人提出告訴，指證該公司胡姓董事涉嫌妨害自由及傷害罪嫌，苗栗警察局竹南分局拘提7人到案，移送當地地檢署偵辦。
2022年1月7日，自救會與立委陳椒華等人要求監察院調查，舉出新事證指控坤輿案違反農業法規，質疑苗栗縣縣長徐耀昌與廠商謀利。苗縣府表示，農業處依「農業主管機關同意農業用地變更使用審查作業要點」規範，無違反審查作業。12日坤輿與自救會協調失敗。17日凌晨，自救會成員與業者保全再起衝突。自救會成員指出，坤輿為完成試運轉測試，雇傭黑衣人打傷居民。坤輿業者家屬抬出貼有「自救會草菅人命」標語棺木到苗栗縣警局、公路總局苗栗工務段陳情，強調公司依法試運轉，控告警方執法不公，放縱自救會非法攔路。

### 第二次衝突
2022年4月1日，因未能在期程內完成，坤輿重新向苗縣府申請試運轉計畫。自救會指出，相關爭議和訴訟未確定前，不應准予申請，但苗栗縣環保局於6月14日依然同意重啟。
7月21日凌晨3點爆發流血衝突，業者欲完成試運轉強行進場，出動挖土機清除門口路障，並對自救會成員噴辣椒水，雙方互丟椅子、石塊、交通錐，造成8人受傷送醫，包含自救會3男3女，坤輿保全1男，以及1名員警。到場聲援的立委洪申翰、苗栗縣議員曾玟學、縣議員陳光軒、前苗栗縣縣長劉政鴻也遭受波及。警方現場逮捕坤輿雇傭的2名保全現行犯。當日中午，台中高等行政法院審理判決，因掩埋場面積逾2公頃卻未實施環評，縣府應立即停止開發，苗栗縣環保局隨後中止坤輿試運轉許可。
後經警方調查，當天坤輿找的臨時保全人員，分別屬2家保全公司，包含3名天道盟太陽會成員，先後有8次遊覽車到場增援，200多人負責清場，讓載運廢棄物的大貨車進場。檢察官認為2名現行犯涉嫌妨害公務、強制等罪嫌，並依違反保全業法規定對林姓、陳姓負責人裁罰最高罰鍰50萬元。《蘋果新聞》報導，記者當日採訪時被保全人員要求出示證件、刪除影像，記者拒絕後遭腳踹。

## 外部連結
反坤輿事業廢棄物掩埋場自救會的Facebook專頁